# Nikola Gulan
Nikola Gulan, cyr. Никола Гулан (ur. 23 marca 1989 w Belgradzie) – serbski piłkarz występujący na pozycji defensywnego pomocnika. W latach 2005–2007 występował w Partizanie Belgrad. W 2007 został sprzedany do Fiorentiny, jednak z powodu małych szans na grę, działacze włoskiego klubu zdecydowali się wypożyczać Gulana do innych drużyn. Na tej zasadzie Serb powrócił do Partizana, a następnie trafiał kolejno do Sampdorii, TSV 1860 i Empoli FC. Latem 2010 wrócił do Fiorentiny. W 2008 Gulan wystąpił na Igrzyskach Olimpijskich w Pekinie.